# Leninauł (rejon kazbiekowski)
Leninauł (ros. Ленинаул) – wieś w Rosji, w Dagestanie, w rejonie kazbiekowskim. W 2010 liczyła 8340 mieszkańców, głównie Awarów.